# 施馬爾河
53°28′2″N 11°6′56″E / 53.46722°N 11.11556°E
施馬爾河（德語：Schmaar），是德國的河流，位於該國東北部，由梅克倫堡-前波美拉尼亞州負責管轄，屬於蘇德河的右支流，發源自維滕堡以北。